# Sweet Little Sixteen
«Sweet Little Sixteen» (с англ. — «Шестнадцатилетняя девчонка; Шестнадцатилеточка») — песня американского музыканта Чака Берри. Впервые песня была выпущена на сингле в январе 1958 года и, за исключением «My Ding-A-Ling» 1972 года, стала самым популярным хитом Берри, достигнув второго места в общем американском хит-параде. Позже Берри перезапишет «Sweet Little Sixteen» ещё несколько раз.
Текст повествует о девушке шестнадцати лет, которая ходит на все рок-концерты любимой группы. Эта тема была навеяна впечатлением Берри от одного эпизода в Ottawa Colliseum, где за кулисами он увидел девушку, ожидавшую Пола Анку, чтобы получить его автограф..
В 1962 году The Beach Boys записали песню «Surfin’ USA», мелодия которой была целиком заимствована у «Sweet Little Sixteen». Стоит отметить, что успех песни The Beach Boys вынудил лейбл Чака Берри переименовать «Sweet Little Sixteen» в «Surfin’ USA» на альбоме Chuck Berry on Stage (1963), несмотря на то, что слова песни были прежними.

## Другие версии
Кавер-версии «Sweet Little Sixteen» записывали Джерри Ли Льюис (1963, 2006), The Animals (1966), The Hollies (1966), Джон Леннон (1975) и другие. Песню также исполнял на концертах Эдди Кокран (1960). The Beatles играли «Sweet Little Sixteen» ещё на своих ранних концертах в гамбургских клубах; сохранилась запись выступления конца декабря 1962 года в клубе «Стар», в котором была исполнена «Sweet Little Sixteen». Кроме того, The Beatles также включали песню в свои выступления на радиопередачах Би-би-си (запись песни 10 июля 1963 года позже вошла в сборник Live at the BBC).